# سيرجيو أهومادا
سيرجيو أهومادا (بالإسبانية: Sergio Ahumada) مواليد 2 أكتوبر 1948 في تشيلي، هو لاعب كرة قدم تشيلي سابق كان يلعب في مركز الهجوم. سبق له أن لعب في كأس العالم لكرة القدم مع منتخب بلاده.

## روابط خارجية
- سيرجيو أهومادا على موقع الاتحاد الدولي (مؤرشف)  (الإنجليزية)
- سيرجيو أهومادا على موقع قاعدة بيانات كرة القدم.إي يو (الإنجليزية)
- سيرجيو أهومادا على موقع ناشيونال فوتبول تيمز (الإنجليزية)
- سيرجيو أهومادا على موقع عالم كرة القدم.نت (الإنجليزية)